# Scott Hastings (rugbista)
Scott Hastings (Edimburgo, 4 dicembre 1964) è un ex rugbista a 15 britannico, internazionale per la Scozia, rappresentativa della quale, al momento del suo ritiro, era il detentore del maggior numero di presenze con 65. Fratello minore di Gavin Hastings, ha militato insieme a lui nei Watsonians, sua squadra di club, in Nazionale e in due tour dei British and Irish Lions.
La sua prima comparsa nella nazionale scozzese fu il 18 gennaio 1986, in una partita contro l'Francia e l'ultima il 1º febbraio 1997 a Twickenham contro l'Inghilterra. Le presenze in nazionale furono in totale 64 e ha giocato le Cinque Nazioni 1986, 1987, 1988, 1989, 1990, 1991, 1992, 1993, 1994, 1995, 1996 e 1997.
Disputò la Coppa del Mondo 1991 e quella del 1995. Vinse in nazionale i Cinque Nazioni 1986 e 1990.
Si è ritirato nel marzo del 2000.

## Palmarès
- Campionati scozzesi: 1
Watsonians: 1996-97